# Bogens folk
Bogens folk (arabisk اهل الكتاب, ahl al-Kitâb) er et udtryk, der betegner de folk, som i islamisk tradition menes at have del i Guds åbenbaring, altså jøder, kristne og muslimer. Nogle islamiske lærde regner også Zarathustra-tilhængere til Bogens folk.

## Fællestræk
Bogens folk har flere fælles træk:
- De anerkender én Gud.
- De har en række profeter tilfælles, f.eks. Moses. Noa, Kong David og Abraham
- De tror på et liv efter døden, dommedag, Himmelen og engle.
- De har beslægtede opfattelser af Skabelsen, herunder Adam og Eva i Edens Have.

| Islam | Spire Denne islamartikel er en spire som bør udbygges. Du er velkommen til at hjælpe Wikipedia ved at udvide den. |